# Jon Weber

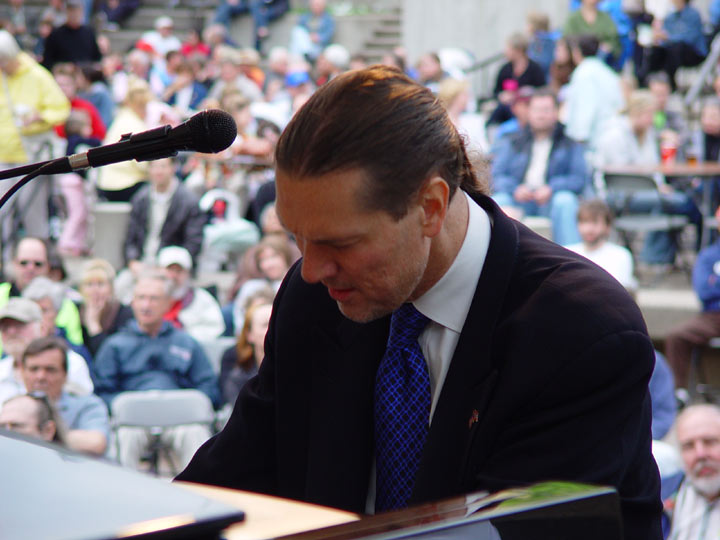
Jon Weber (2010)

Jon Weber (* 18. März 1961 in Milwaukee) ist ein amerikanischer Jazzmusiker (Piano, Komposition). Er ist Moderator der Sendung Piano Jazz with Jon Weber auf National Public Radio.

## Leben und Wirken
Weber begann schon in sehr jungem Alter zu spielen. Als Jugendlicher leitete er sein eigenes Quintett, mit dem er als Vorgruppe für Freddie Hubbard und Stanley Turrentine auftrat. Zeitweilig wechselte er zur Gitarre. Nach seinem Studium an der University of Wisconsin lebte und spielte er viele Jahre lang in Chicago. Er ist mit einer Vielzahl von Musikern in den Vereinigten Staaten, Europa, Indien, Japan und Australien aufgetreten und hat mit ihnen Aufnahmen gemacht. Aktuell wohnt er in New York City
Webers Debütalbum Jazz Wagon wurde 1993 veröffentlicht; es folgte das Live-Album Flying Keys und It's Never Quite the Same, auf dem er Melodien von Jay Livingston und Ray Evans interpretierte. Auf seinem bisher letztem Album Simple Complex (2004) stellt er eigene Kompositionen in hochkarätiger Besetzung (mit den Trompetern Diego Urcola und Roy Hargrove, Saxophonist Eric Alexander, Vibraphonist Gary Burton, den Bassisten Avishai Cohen, Niels-Henning Ørsted Pedersen oder Peter Washington und Schlagzeuger Mark Walker) vor.
Weber sprang für Marian McPartland in der Radiosendung Piano Jazz ein und wurde 2011 ihr Nachfolger; auch moderierte er die Sendung Jazz Inspired. 2014 führte er mehrfach das Konzert From Joplin to Jarrett: 100 Years of Piano Jazz auf, das gute Kritiken erhielt.